# Juillet 1836

## Événements
- 1er juillet, France : création par Émile de Girardin du premier quotidien à bas prix, La Presse. Son concurrent, Le Siècle, créé par Armand Dutacq, commence à paraître le même jour.

- 2 juillet, France : abaissement des tarifs douaniers.

- 3 juillet : Honoré de Balzac découvre l'Italie. Il arrive à Turin où il règle des affaires pour le compte des Guidoboni-Visconti.

- 6 juillet : le général Bugeaud inflige de lourdes pertes aux troupes d’Abd El-Kader à Tlemcen, en Algérie. Il rembarque aussitôt pour la France.

- 8 juillet, France : début du procès de Louis Alibaud devant les pairs (attentat contre Louis-Philippe Ier)

- 9 juillet, France :
  - loi autorisant l’établissement de deux lignes de chemin de fer de Paris à Versailles, par la rive droite et par la rive gauche de la Seine;
  - loi d'établissement du chemin de fer de Montpellier à Cette;

- 11 juillet, France : exécution de Louis Alibaud.

- 18 juillet : affaire Conseil. La France met la Suisse en demeure d’expulser les opposants réfugiés sur son territoire sous la menace d'une intervention militaire. Cette demande vise en particulier le prince Louis-Napoléon Bonaparte.

- 22 juillet, France : au cours d’un duel, Émile de Girardin, du journal La Presse, blesse grièvement Armand Carrel, directeur du journal Le National.

- 23 juillet, France : loi Pelet incitant les communes à avoir au moins une école primaire pour les filles.

- 24 juillet, France : Armand Carrel meurt de ses blessures à la suite du duel avec Émile de Girardin. Ses obsèques, le 25 juillet, sont l’occasion d’un grand rassemblement de l’opposition républicaine et légitimiste.
  - Charles de Rémusat (Mémoires T 3, p 165) : « Ils y gagnèrent tous les deux ; l'un y acquit de l'importance à défaut de considération. Une mort prématurée rehaussa la mémoire de l'autre, et cette perte très réelle pour son parti fut grandie de tout ce dont on put parer par hypothèse l'avenir qui lui échappait. »

- Vendredi 29 juillet : inauguration officielle de l’Arc de triomphe de l'Étoile. Sa construction avait débuté en 1806.
  - Charles de Rémusat (Mémoires T 3, p 165) : "D'autres complots menacèrent encore sa vie. Le plus grave paraît avoir été celui qui devait éclater le 28 juillet. Ce jour, le roi devait assister à la grande fête militaire de l'inauguration de l'Arc de triomphe de l'Étoile. On eut des craintes sérieuses. Le roi se taisait, mais ne se montrait nullement résolu de braver le danger. Sa famille demandait qu'on cessât de l'exposer. Le ministère fort troublé décida qu'il ne sortirait pas. Les incertitudes du ministère et sa décision finale occupèrent le public. L'approbation ne fut pas générale. Le gouvernement eut probablement raison ; mais ses ennemis se plurent à remarquer que des ministres qui avaient tant parlé de conciliation et du désarmement des partis, furent les premiers qui crurent indispensable de séquestrer le roi et de le présenter au monde comme obligé d'éviter ses sujets."

## Naissances
- 8 juillet : Joseph Chamberlain, homme politique britannique († 1914).
- 17 juillet : Joseph Michon, médecin et homme politique français.
- 20 juillet : Ignace Hoff, héros du siège de Paris († 25 mai 1902).

## Décès
- 2 juillet : Jean-Baptiste Lechevalier (né en 1752), astronome, voyageur, archéologue et homme de lettres français.
- 19 juillet : Jean Lefebvre de Cheverus, cardinal français, archevêque de Bordeaux (° 28 janvier 1768).
- 23 juillet : Jean-Félix Adolphe Gambart (né en 1800), astronome français.